# Cleora raphis
Cleora raphis là một loài bướm đêm trong họ Geometridae.